# Bahnradsport-Weltmeisterschaften der Junioren 2021
Die Bahnradsport-Weltmeisterschaften der Junioren 2021 (2021 UCI Junior Track Cycling World Championships) fanden vom 1. bis 5. September 2021 in der ägyptischen Hauptstadt Kairo statt.
Die Weltmeisterschaften waren ursprünglich für den 16. bis 20. August 2020 geplant, wurden aber wegen der weltweiten COVID-19-Pandemie verschoben. Die für 2020 vorgesehenen Weltmeisterschaften in Tel Aviv-Jaffa sollen 2022 stattfinden. Nach Austragungen in Marokko (1986) und Südafrika (1997, 2008) finden die Junioren-Bahnweltmeisterschaften zum vierten Mal in Afrika statt.
Im Februar 2021 wurde bekannt, dass die Weltmeisterschaften erneut verschoben werden, nun auf den September.
Gemeldet waren 258 Sportlerinnen und Sportler aus 47 Ländern, darunter 13 afrikanische Mannschaften (Algerien, Burundi, Elfenbeinküste, Marokko, Mali, Nigeria, Niger, Südafrika, Ruanda, Senegal, Südsudan, Sudan und Uganda). Bei den UCI-Bahn-Weltmeisterschaften 2019 waren lediglich drei afrikanische Länder – Ägypten, Nigeria und Südafrika – vertreten.

## Zeitplan (Finalwettbewerbe)
| Datum                    | Disziplinen Männer                                                   | Disziplinen Frauen                                  |
| ------------------------ | -------------------------------------------------------------------- | --------------------------------------------------- |
| Mittwoch, 1. September   | Teamsprint                                                           | Scratch, Teamsprint                                 |
| Donnerstag, 2. September | Mannschaftsverfolgung, Scratch, Keirin                               | Mannschaftsverfolgung, Ausscheidungsfahren          |
| Freitag, 3. September    | Einerverfolgung, Punktefahren                                        | Sprint, Omnium                                      |
| Samstag, 4. September    | Omnium, Sprint                                                       | 500-Meter-Zeitfahren, Einerverfolgung, Punktefahren |
| Sonntag, 5. September    | 1000-Meter-Zeitfahren, Zweier-Mannschaftsfahren, Ausscheidungsfahren | Keirin, Zweier-Mannschaftsfahren                    |

## Resultate
- Legende: „G“ = Zeit aus dem Finale um Gold; „B“ = Zeit aus dem Finale um Bronze; „1“ = Zeit aus der 1. Runde; „Q“ = Zeit aus der Qualifikation
- Kursiv geschriebene Sportlerinnen und Sportler bestritten bei Mannschaftswettbewerben nur die Qualifikation oder die erste Runde

### Sprint
| Platz | Sportler           | Land | Zeit (s)              |
| ----- | ------------------ | ---- | --------------------- |
|       | Nikita Kalatschnik | RUS  | 10,749 (1) 10,606 (2) |
|       | Willy Weinrich     | GER  |                       |
|       | Mattia Predomo     | ITA  | 10,616 (1) 10,317 (2) |

| Platz | Sportlerin       | Land | Zeit (s)              |
| ----- | ---------------- | ---- | --------------------- |
|       | Alina Lyssenko   | RUS  | 11,991 (1) 11,482 (2) |
|       | Alla Bilezka     | UKR  |                       |
|       | Julija Golubkowa | KAZ  | 12,661 (1) 12,035 (2) |

### Keirin
| Platz | Sportler              | Land |
| ----- | --------------------- | ---- |
|       | Nikita Kalatschnik    | RUS  |
|       | Jakub Malasek         | CZE  |
|       | Dawid Schekelaschwili | RUS  |

| Platz | Sportlerin      | Land |
| ----- | --------------- | ---- |
|       | Alina Lyssenko  | RUS  |
|       | Clara Schneider | GER  |
|       | Alla Bilezka    | UKR  |

### Zeitfahren
| Platz | Sportler           | Land | Zeit (min) |
| ----- | ------------------ | ---- | ---------- |
|       | Grigori Skornjakow | RUS  | 1:03,339   |
|       | Willy Weinrich     | GER  | 1:03,339   |
|       | Kirill Kurdidi     | KAZ  | 1:03,804   |

| Platz | Sportlerin            | Land | Zeit (s) |
| ----- | --------------------- | ---- | -------- |
|       | Alina Lyssenko        | RUS  | 34,294   |
|       | Clara Schneider       | GER  | 35,353   |
|       | Jelisaweta Bogomolowa | RUS  | 35,438   |

### Teamsprint
| Platz | Sportler                                                                 | Land | Zeit (s) |
| ----- | ------------------------------------------------------------------------ | ---- | -------- |
|       | Bogdan Medenez Dawid Schekelaschwili Nikita Kalatschnik Alexander Popow  | RUS  | 44,819G  |
|       | Luca Spiegel Paul Groß Willy Weinrich Max-David Briese                   | GER  | 45,080 G |
|       | Tomasz Grzesiak Marcin Marciniak Mateusz Przymusinski Radoslaw Laskowski | POL  | 46,404 B |

| Platz | Sportlerin                                                                      | Land | Zeit (s) |
| ----- | ------------------------------------------------------------------------------- | ---- | -------- |
|       | Jelisaweta Bogomolowa Alina Lyssenko Jelisaweta Kretschkina Warwara Blagodarowa | RUS  | 49,292 G |
|       | Lara-Sophie Jäger Stella Müller Clara Schneider                                 | GER  | 51,344 G |
|       | Alessia Paccalini Sara Fiorin Valentina Basilico Rebecca Bacchettini            | ITA  | 51,021 B |

### Einerverfolgung
| Platz | Sportler        | Land | Zeit (min) |
| ----- | --------------- | ---- | ---------- |
|       | Samuele Bonetto | ITA  | 3:12,351 G |
|       | Jasper Schröder | GER  | 3:15,686 G |
|       | Andrea Violato  | ITA  | 3:14,214 B |

| Platz | Sportlerin       | Land | Zeit (min) |
| ----- | ---------------- | ---- | ---------- |
|       | Alina Moissejewa | RUS  | 2:22,113 G |
|       | Benedicte Ollier | FRA  | 2:23,478 G |
|       | Franzi Arendt    | GER  | 2:24,219 B |

### Mannschaftsverfolgung
| Platz | Sportler                                                                                 | Land | Zeit (min) |
| ----- | ---------------------------------------------------------------------------------------- | ---- | ---------- |
|       | Benjamin Boos Luis-Joe Lührs Ben Felix Jochum Jasper Schröder Nicolas Zippan             | GER  | 4:02,610 G |
|       | Bryan Olivo Andrea Violato Lino Colosio Alessio Delle Vedove Samuele Mion                | ITA  | 4:03,547 G |
|       | Daniil Sarakowski Grigori Skornjakow Michail Postornak Mark Krjuschkow Dmitrii Doltsikow | RUS  |            |

| Platz | Sportlerin                                                                      | Land | Zeit (min) |
| ----- | ------------------------------------------------------------------------------- | ---- | ---------- |
|       | Aljona Iwantschenko Alena Moissejewa Walerija Walgonen Inna Abaidullina         | RUS  |            |
|       | Benedicte Ollier Flavie Boulais Jade Labastugue Lara Lallemant Doriane Kaufmann | FRA  | 4:34,176 G |
|       | Olga Wankiewicz Maja Tracka Wiktoria Milda Tamara Szalinska Anna Długaś         | POL  | 4:42,856 B |

### Scratch
| Platz | Sportler         | Land |
| ----- | ---------------- | ---- |
|       | Carson Mattern   | CAN  |
|       | Pascal Tappeiner | SUI  |
|       | Lorenzo Ursella  | ITA  |

| Platz | Sportlerin         | Land |
| ----- | ------------------ | ---- |
|       | Jette Simon        | GER  |
|       | Marith Vanhove     | BEL  |
|       | Valentina Basilico | ITA  |

### Punktefahren
| Platz | Sportler          | Land | Punkte |
| ----- | ----------------- | ---- | ------ |
|       | Dylan Bibic       | CAN  | 56     |
|       | Radovan Stec      | CZE  | 50     |
|       | Michail Postornak | RUS  | 50     |

| Platz | Sportlerin          | Land | Punkte |
| ----- | ------------------- | ---- | ------ |
|       | Aljona Iwantschenko | RUS  | 73     |
|       | Valentina Basilico  | ITA  | 54     |
|       | Kaia Schmid         | USA  | 48     |

### Ausscheidungsfahren
| Platz | Sportler          | Land |
| ----- | ----------------- | ---- |
|       | Dario Belletta    | ITA  |
|       | Dmitri Dolschikow | RUS  |
|       | Matyáš Koblížek   | CZE  |

| Platz | Sportlerin       | Land |
| ----- | ---------------- | ---- |
|       | Kaia Schmid      | USA  |
|       | Lana Eberle      | GER  |
|       | Gabriela Bartova | CZE  |

### Omnium
| Platz | Sportler        | Land | Punkte |
| ----- | --------------- | ---- | ------ |
|       | Radovan Stec    | CZE  | 135    |
|       | Dylan Bibic     | CAN  | 122    |
|       | Daniil Walgonen | RUS  | 111    |

| Platz | Sportlerin         | Land | Punkte |
| ----- | ------------------ | ---- | ------ |
|       | Inna Abaidullina   | RUS  | 122    |
|       | Kaia Schmid        | USA  | 118    |
|       | Valentina Basilico | ITA  | 110    |

### Zweier-Mannschaftsfahren
| Platz | Sportler                           | Land | Punkte |
| ----- | ---------------------------------- | ---- | ------ |
|       | Daniil Walgonen Grigori Skornjakow | RUS  | 52     |
|       | Radovan Stec Matyáš Koblížek       | CZE  | 35     |
|       | Dylan Bibic Carson Mattern         | CAN  | 30     |

| Platz | Sportlerinnen                        | Land | Punkte |
| ----- | ------------------------------------ | ---- | ------ |
|       | Inna Abaidullina Aljona Iwantschenko | RUS  | 60     |
|       | Jade Labastugue Benedicte Ollier     | FRA  | 48     |
|       | Yuli van der Molen Nienke Veenhoven  | NLD  | 27     |

## Medaillenspiegel
| Rang  | Land               | Gold | Silber | Bronze | Gesamt |
| ----- | ------------------ | ---- | ------ | ------ | ------ |
| 1     | Russland           | 14   | 1      | 5      | 20     |
| 2     | Deutschland        | 2    | 8      | 1      | 11     |
| 3     | Italien            | 2    | 2      | 6      | 10     |
| 4     | Kanada             | 2    | 1      | 1      | 4      |
| 5     | Tschechien         | 1    | 3      | 2      | 6      |
| 6     | Vereinigte Staaten | 1    | 1      | 1      | 3      |
| 7     | Frankreich         | 0    | 3      | 0      | 3      |
| 8     | Ukraine            | 0    | 1      | 1      | 2      |
| 9     | Belgien            | 0    | 1      | 0      | 1      |
| 9     | Schweiz            | 0    | 1      | 0      | 1      |
| 11    | Polen              | 0    | 0      | 2      | 2      |
| 11    | Kasachstan         | 0    | 0      | 2      | 2      |
| 13    | Niederlande        | 0    | 0      | 1      | 1      |
| Total | Total              | 22   | 22     | 22     | 66     |

## Aufgebote

### Bund Deutscher Radfahrer
Juniorinnen (Kurzzeit)
- Lara-Sophie Jäger, Clara Schneider, Stella Müller

Junioren (Kurzzeit)
- Max-David Briese, Paul Groß, Luca Spiegel, Willy Weinrich

Juniorinnen (Ausdauer)
- Franzi Arendt, Justyna Czapla, Lana Eberle, Fabienne Jährig, Marla Sigmund, Jette Simon

Junioren (Ausdauer)
- Benjamin Boos, Ben Felix Jochum, Luis Lührs, Malte Maschke, Tobias Müller, Jasper Schröder, Nicolas Zippan

### Österreichischer Rad-Verband
- Raphael Kokas

### Swiss Cycling
- Emeline Jacolino, Janice Settler
- Matteo Constant, Pascal Tappeiner, Mathis Vouilloz, Emanuel Wüthrich